# Лухт, Рене
Рене Лухт (нем. Renée Lucht; род. 17 сентября 1998) — немецкая дзюдоистка, бронзовый призёр чемпионата Европы 2024 года, серебряный призёр Европейских игр 2023 года, участница летних Олимпийских игр 2024 года.

## Биография
Рене Лухт борется в весовой категории до 70 килограммов и представляет Германию на международной спортивной арене.
В 2017 году немка заняла третье место на чемпионате Европы среди молодёжи до 23 лет. В 2018 году проиграла венгерке Мерседес Сигетвари в финале чемпионата Европы среди юниоров. Через месяц Лухт выиграла бронзовую медаль на чемпионате мира среди юниоров. В 2019 году заняла пятое место на Универсиаде в Неаполе. В финале чемпионата Европы среди молодёжи до 23 лет в 2019 году она уступила своей соотечественнице Самире Буизгарн.
В 2020 и 2021 годах Лухт побеждала на чемпионатах Германии. В ноябре 2021 года выиграла турнир Большого шлема в Баку, победив в полуфинале Раз Гершко из Израиля и в финале спортсменку из Монголии.
В июне 2023 года, в польском Кракове, на Европейских играх, немецкая дзюдоистка в смешанном командном турнире стала обладателем серебряной медали.
В марте 2024 года Рене выиграла свой второй титул Большого шлема на турнире в Тбилиси. На чемпионате Европы 2024 года в Загребе стала обладательницей бронзовой медали в смешанном командном турнире.
На летних Олимпийских играх 2024 года в Париже Рене в весовой категории свыше 78 кг уступила в первом же поединке грузинке Софио Сомхишвили. В смешанном командном турнире в составе сборной Германии проиграла в борьбе за бронзу корейским дзюдоисткам.